# Araban
Araban (kurdisch کەلە Kele) ist eine Stadtgemeinde (Belediye) im gleichnamigen Ilçe (Landkreis) der Provinz Gaziantep in der türkischen Region Südostanatolien und gleichzeitig ein Stadtbezirk der 1986 gebildeten Büyükşehir belediyesi Gaziantep (Großstadtgemeinde/Metropolprovinz). Seit der Gebietsreform ab 2013 ist die Gemeinde flächen- und einwohnermäßig identisch mit dem Landkreis.

## Geografie
Araban ist der nördlichste Kreis/Stadtbezirk der Provinz/Büyükşehir und grenzt an die Provinzen Adıyaman im Norden, Kahramanmaraş im Westen und Şanlıurfa im Osten. Der südliche Nachbar ist Yavuzeli. Araban liegt in der gleichnamigen Ebene in der Nähe der Flüsse Euphrat und Karasu. Den Kern der Stadt Araban bildet die Festung Raban, die auch Kale-i Zerrin heißt und Namenspate der Stadt ist.

## Verwaltung
Ebenso wie der südliche Nachbarkreis Yavuzeli wurde 1958 der Kreis Araban vom zentralen Landkreis (Ilçe Merkez) abgetrennt (Gesetz Nr. 7033). Bis dahin gehörten die Dörfer zum Nahiye/Bucak Araban mit dem Verwaltungssitz Altıntaş. 1960 hatte der neue Kreis (auf 366 km²) 10.502 Einwohner in 27 Dörfern und 1.782 Einwohner in der Kreisstadt (Şehir).
(Bis) Ende 2012 bestand der Landkreis neben der Kreisstadt aus der Stadtgemeinde (Belediye) Elif sowie 39 Dörfern (Köy), die während der Verwaltungsreform 2013/2014 in Mahalle (Stadtviertel/Ortsteile) überführt wurden. Die acht Mahalle der Kreisstadt blieben unverändert erhalten, während die vier Mahalle von Elif zu einem vereint wurden. Durch die Herabstufung dieser Belediye und der Dörfer zu Mahalle stieg deren Zahl auf 48 an. Ihnen steht ein Muhtar als oberster Beamter vor.
Ende 2020 lebten durchschnittlich 676 Menschen in jedem Mahalle, 3.978 Einw. im bevölkerungsreichsten (Elif Mah.).

## Sehenswürdigkeiten
- Der Siedlungshügel Altıntaş
- Eine römische Brücke über den Karasu
- Römische Monumentalgräber in den Dörfern Elif, Hisar und Hasanoğlu
- Das späthethitische Felsrelief am Karasu

## Persönlichkeiten
- Murat Ceylan (* 1988), türkischer Fußballspieler